# Damernas lagtävling i konstsim vid olympiska sommarspelen 2000
Damernas lagtävling i konstsim vid olympiska sommarspelen 2000 i Sydney, Australien, avgjordes vid Sydney International Aquatic Centre mellan den 28 och 29 september 2000. Ryssland vann tävlingen.

## Medaljörer
| Gren | Guld | Silver | Brons |
| Lag  | Ryssland Jelena Azarova Olga Brusnikina Marija Kiseljova Olga Novoksjtjenova Irina Persjina Jelena Soja Julija Vasiljeva Olga Vasjukova Jelena Antonova | Japan Ayano Egami Raika Fujii Yoko Isoda Rei Jimbo Miya Tachibana Miho Takeda Yoko Yoneda Yuko Yoneda Juri Tatsumi | Kanada Lyne Beaumont Claire Carver-Dias Erin Chan Catherine Garceau Fanny Létourneau Kirstin Normand Jacinthe Taillon Reidun Tatham Jessica Chase |

## Resultat
| Placering | Nation | Tekniskt | Fritt  | Totalpoäng |
| --------- | --- | -------- | ------ | ---------- |
|           | Ryssland Jelena Azarova, Olga Brusnikina Marija Kiseljova, Olga Novoksjtjenova Irina Persjina, Jelena Soja Julija Vasiljeva, Olga Vasjukova Jelena Antonova | 34.580   | 64.566 | 99.146     |
|           | Japan Ayano Egami, Raika Fujii Yoko Isoda, Rei Jimbo Miya Tachibana, Miho Takeda Yoko Yoneda, Yuko Yoneda Juri Tatsumi *                                    | 34.510   | 64.350 | 98.860     |
|           | Kanada Lyne Beaumont, Claire Carver-Dias Erin Chan, Catherine Garceau Fanny Létourneau, Kirstin Normand Jacinthe Taillon, Reidun Tatham Jessica Chase       | 33.767   | 63.570 | 97.357     |
| 4         | Frankrike Cinthia Bouhier, Virginie Dedieu Charlotte Fabre, Myriam Glez Rachel Le Bozec, Myriam Lignot Charlotte Massardier, Magali Rathier                 | 33.763   | 62.704 | 96.467     |
| 5         | USA Carrie Barton, Tammy Cleland-McGregor Anna Kozlova, Kristina Lum Elicia Marshall, Tuesday Middaugh Heather Pease-Olson, Kim Wurzel                      | 33.530   | 62.574 | 96.104     |
| 6         | Italien Giada Ballan, Serena Bianchi Mara Brunetti, Chiara Cassin Maurizia Cecconi, Alice Dominici Alessia Lucchini, Clara Porchetto                        | 32.993   | 62.184 | 95.177     |
| 7         | Kina Yingli Hou, Na Jin Min Li, Rouping Li Yuanyuan Li, Fang Wang Ye Xie, Xiaohuan Zhang                                                                    | 33.017   | 61.576 | 94.593     |
| 8         | Australien Tracey Davis, Kelly Geraghty Amanda Laird, Dannielle Liesch Katrina Orpwood, Rachel Ren Cathryn Wightman, Naomi Young                            | 31.383   | 58.110 | 89.493     |